# Coello (ort i Colombia, Tolima, lat 4,29, long -74,90)
Coello är en ort i Colombia.   Den ligger i departementet Tolima, i den centrala delen av landet, 100 km väster om huvudstaden Bogotá. Coello ligger 298 meter över havet och antalet invånare är 769.
Terrängen runt Coello är kuperad åt nordväst, men åt sydost är den platt. Runt Coello är det tätbefolkat, med 308 invånare per kvadratkilometer. Närmaste större samhälle är Girardot City, 10,1 km öster om Coello. Omgivningarna runt Coello är en mosaik av jordbruksmark och naturlig växtlighet.